# Prosdocimus de Beldemandis
Prosdocimus de Beldemandis, död 1422, var en musikteoretiker i Padua.
Beldemandi hävdade överlägsenheten hos italiensk mensuralnotskrift över fransk, men måste uppleva den förras undergång även i sin egen verksamhetskrets. Han var den första som ägande uppmärksamhet åt notvärldes omtydning i diminution eller augumentation i ett musikstycke.